# Carex pauciflora
Carex pauciflora là một loài thực vật có hoa trong họ Cói. Loài này được Lightf. mô tả khoa học đầu tiên năm 1777.

## Hình ảnh

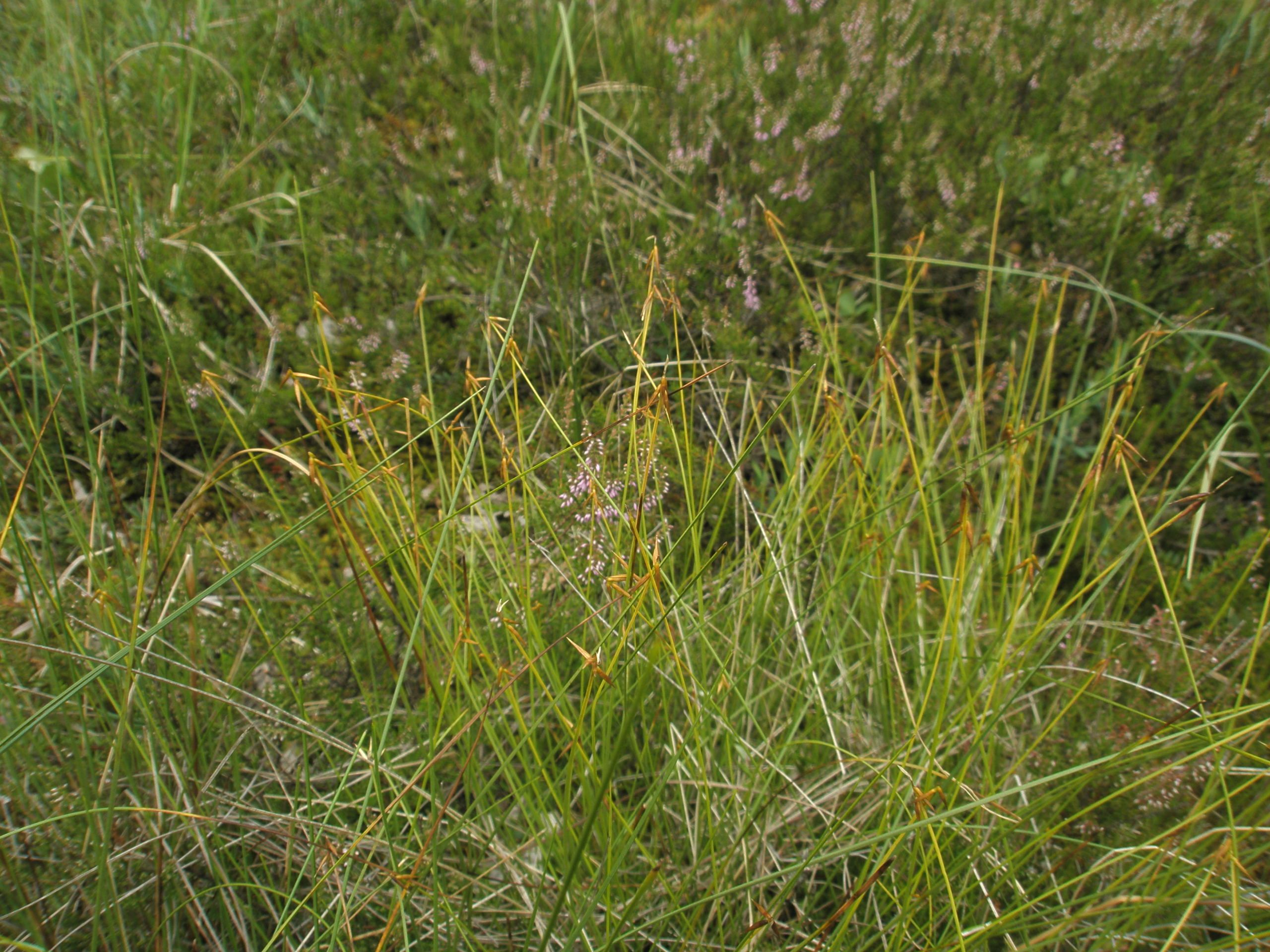
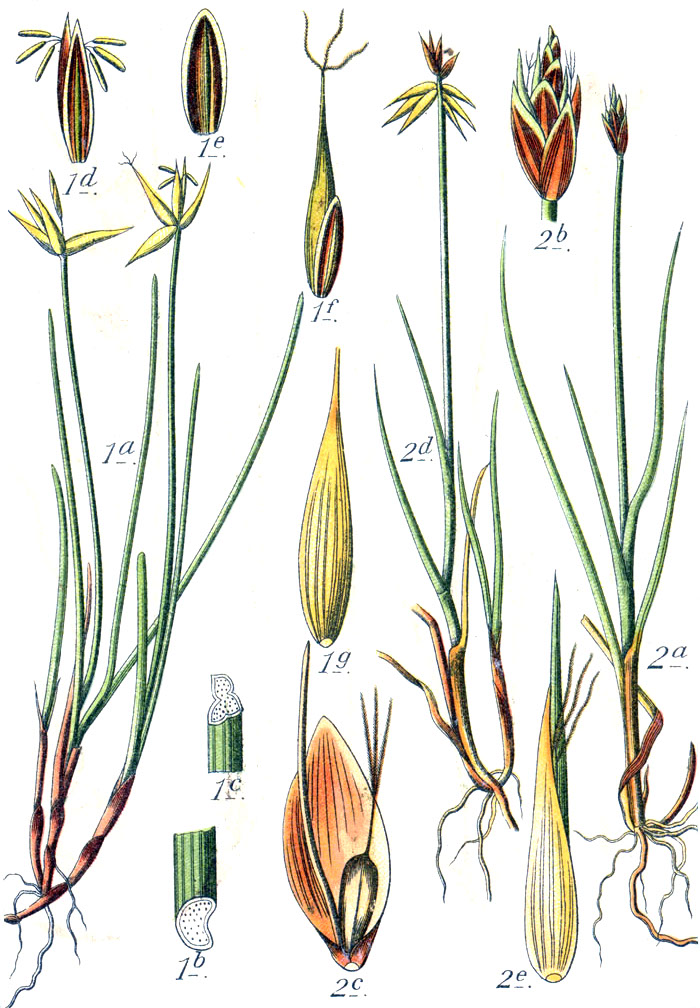
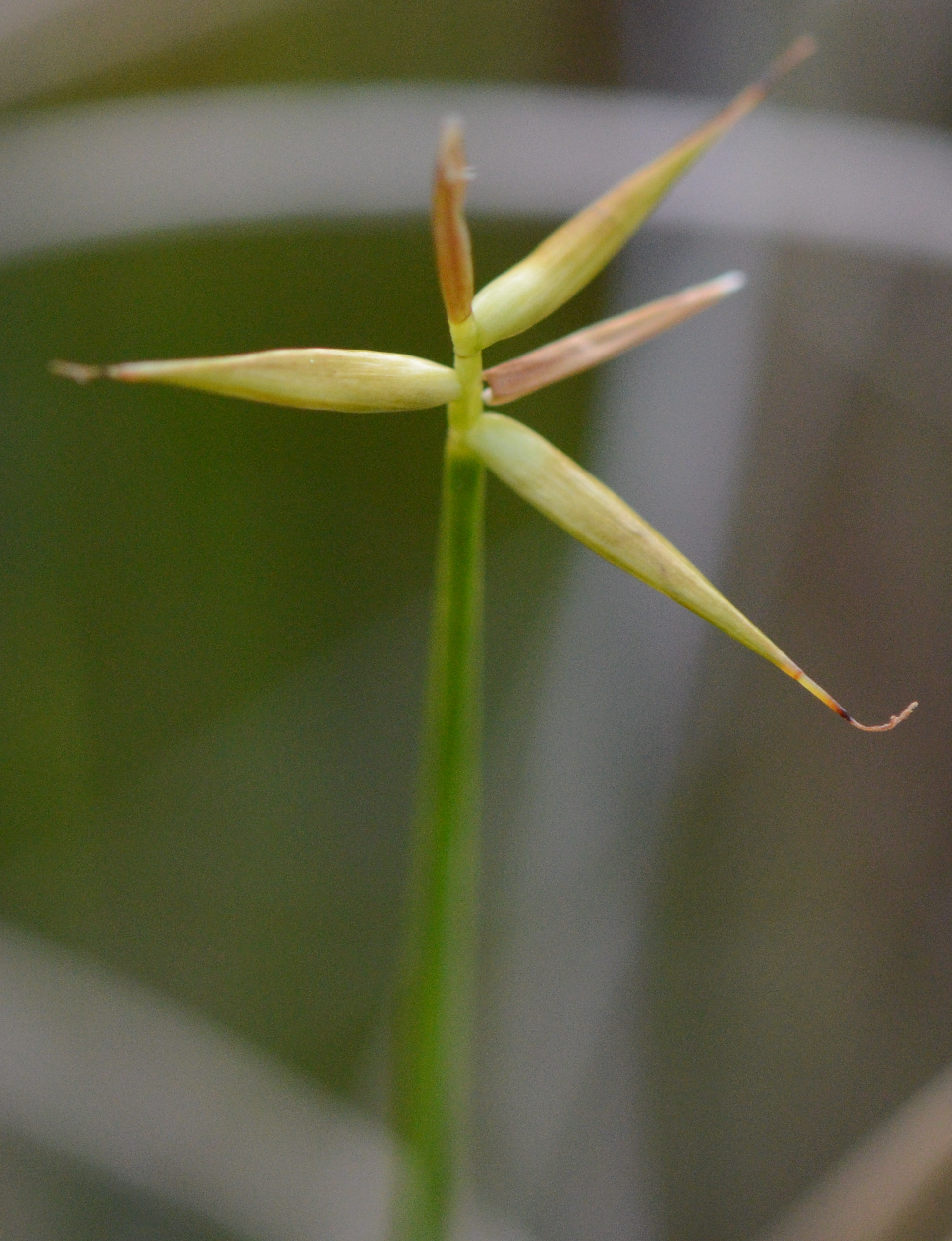
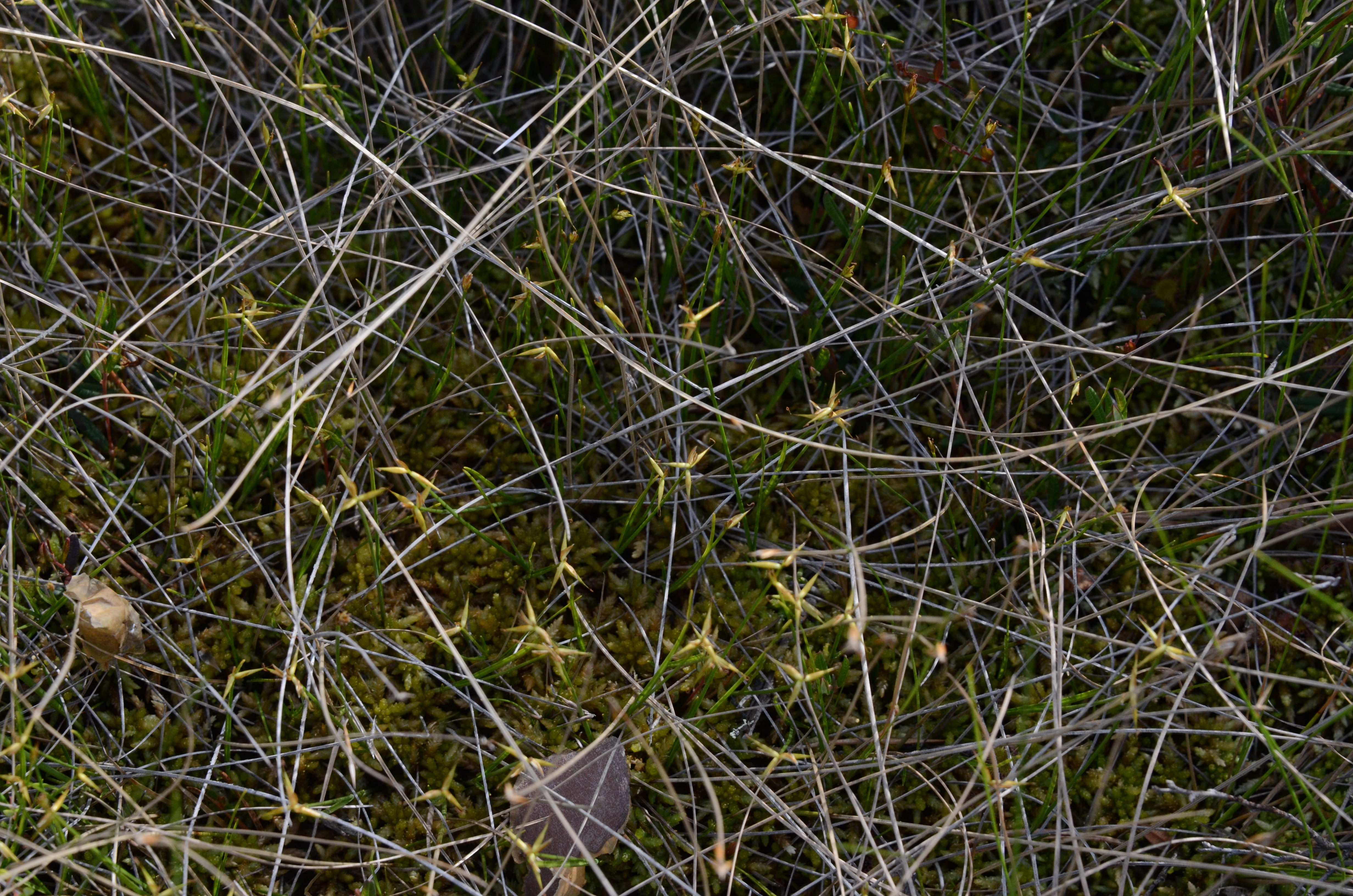